# Liste des pays par population en 1907
Ceci est une liste de pays par population en 1907. Il ne s'agit pas d'une liste complète : certains pays non indépendants et les territoires d'outre-mer ne sont pas inclus.

## Liste

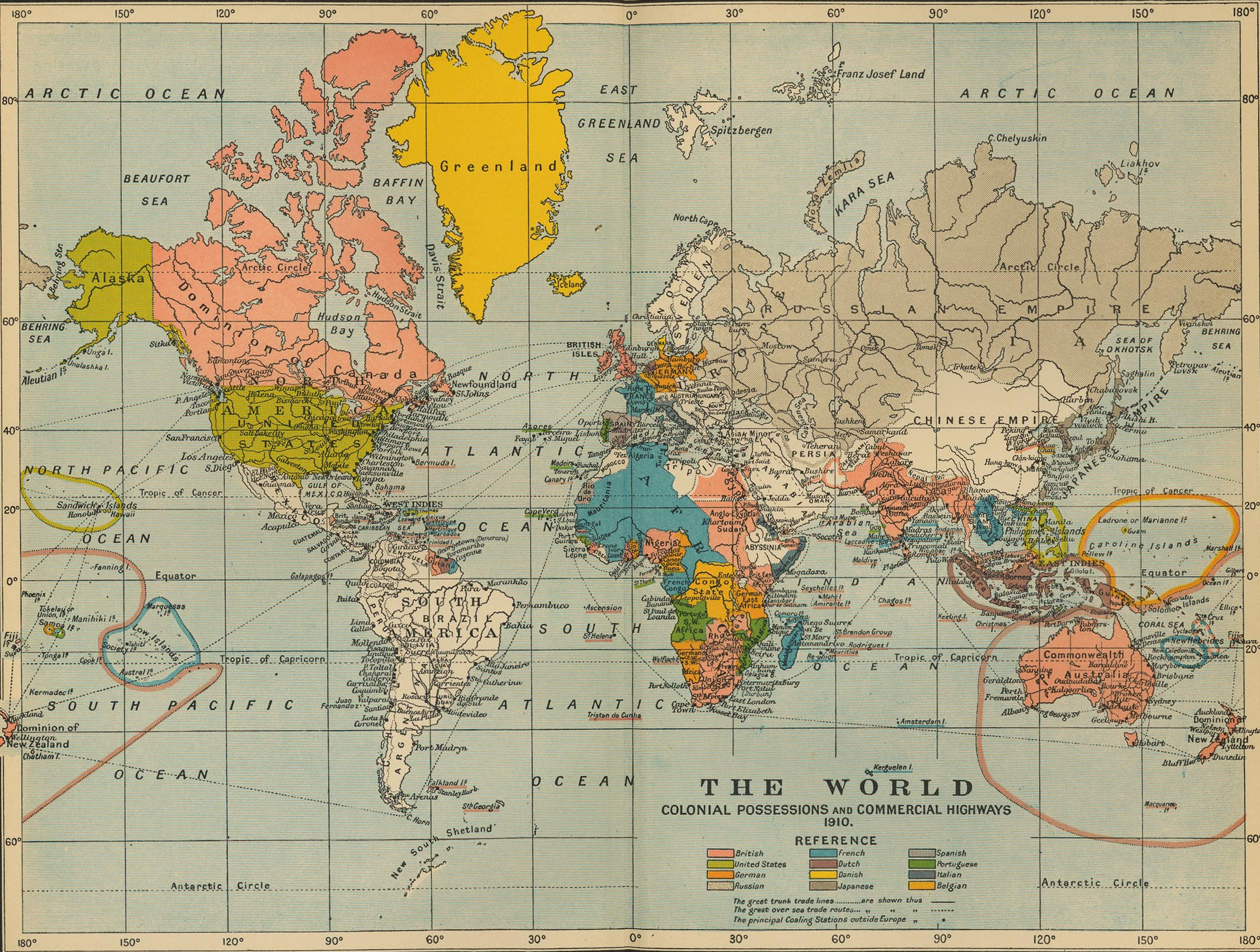
Carte du monde en 1910 montrant les possessions coloniales et les principales routes commerciales.